# Malaysiotermes
Malaysiotermes es un género de termitas  perteneciente a la familia Termitidae que tiene las siguientes especies:

## Especies
1. Malaysiotermes lowi
2. Malaysiotermes malayanus
3. Malaysiotermes orientalis
4. Malaysiotermes sabahensis
5. Malaysiotermes spinocephalus